# 마틸다: 황제의 연인
마틸다: 황제의 연인(Mathilde)은 러시아 연방에서 제작된 알렉세이 유치텔 감독의 2017년 드라마 영화이다. 라르스 아이딩어 등이 주연으로 출연하였고 알렉세이 유치텔 등이 제작에 참여하였다.

## 출연

### 주연
- 라르스 아이딩어
- 미할리나 올샨스카

### 조연
- 루이제 볼프람
- 그리고리 도브리긴
- 다닐라 코즐로브스키
- 세르게이 가르마시
- 잉게보르가 다프쿠나이트
- 예브게니 미로노프

## 제작진
- 미술: 베라 젤린스카야